# Leopold Friedrich Günther von Goeckingk
Leopold Friedrich Günther von Goeckingk (eller Göckingk) (13. juli 1748 i Groningen – 18. februar 1828 i Schlesien) var en tysk digter.
Goeckingk studerede jura i Halle, hvor han stiftede bekendtskab med Bürger, og trådte ind i statstjenesten. Indtil 1807, da han tog sin afsked, beklædte han en række ansete embeder, var til sidst geheimekonferensråd i Berlin og blev 1789 adlet af Friedrich Wilhelm II.
Sin poetiske produktion indledede Goeckingk med Sinngedichten (1772) og udgav senere Lieder zweier Liebenden, der samlede opmærksomhed om hans navn ved deres følelsesfuldhed. Göckingks brevveksling med Bürger og Gleim, hvem han havde lært at kende under sin embedsvirksomhed i Halberstadt, har for senere tid mere betydning end hans digtning, som Jakob Minor har udgivet i udvalg i 73. bind af Kürschners Deutsche Nationallitteratur.